# Pedro Coelho
Pedro Esteves Coelho, (?-f. 1361) fue un ricohombre portugués consejero del rey Alfonso IV. 
Estuvo implicado en el asesinato de Inés de Castro, de la poderosa Casa de Castro. Fue ejecutado por órdenes del rey Pedro I de Portugal, amante de doña Inés.  

## Biografía
Los Coelho estaban establecidos en Portugal desde el siglo de hierro, más precisamente en la región de Entre Douro e Minho y Riba de Mouro. Según Manuel Abranches de Soveral, eran descendientes de Lourenço Viegas de Ribadouro "el espadeiro" (1110-1160), Egas Moniz "el Aio" (1080-1146) y de Monio Viegas I de Ribadouro "el Gasco" (950-1022), un caballero medieval que participó en las cruzadas cristianas contra los moros.  

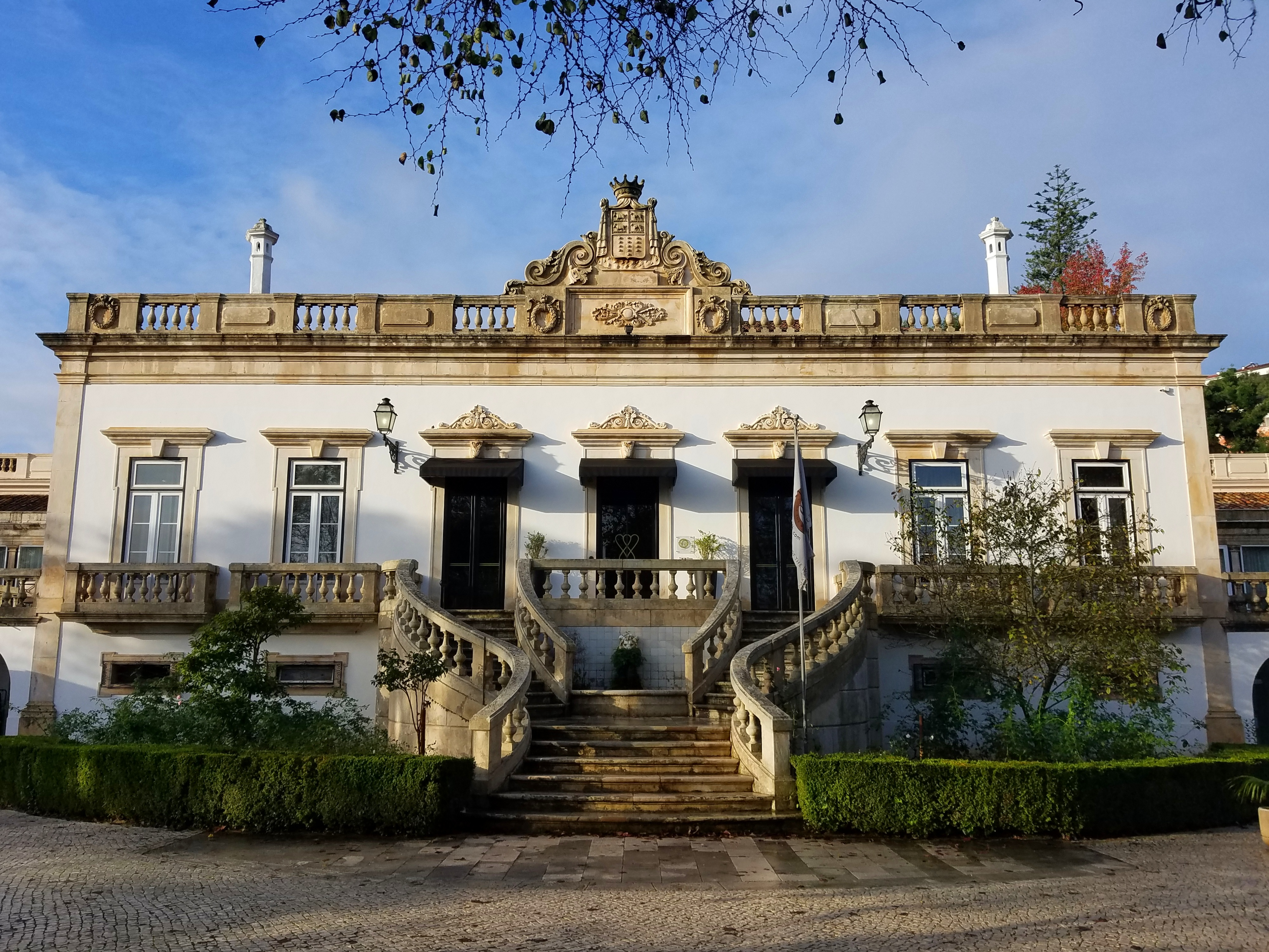
Quinta das Lágrimas.

Sus padres eran Maria Mendes Petite y Estevao Coelho, un cortesano de Alfonso III. Llegó a ganarse la confianza de Alfonso IV de Portugal y se convirtió en un cercano colaborador. Participó en política durante los conflictos dinásticos entre Portugal y el Reino de Castilla (que culminaría en el interregno de 1383-1385). Fue tutor del infante Pedro, futuro rey Pedro I, quién había contraído matrimonio con Constanza Manuel de Villena, una hija del escritor Don Juan Manuel, pero a la vez tenía un amorío con Inés de Castro, cuya familia estaba emparentada directamente con la corona de Castilla. El vínculo con Inés empieza a ser visto como una amenaza para el reino por parte de los portugueses.   
En 1345 el rey Alfonso traslada su corte a Montemor-o-Velho y organiza operaciones con el objetivo de impedir la unión del infante con los Castro.
Los consejeros Pedro Coelho, Álvaro Gonçalves y Diego López Pacheco son señalados como los más incisivos en presionar al rey para asesinar a Inés de Castro. Pese al rechazo de otros consejeros como João Domingues de Beja, no debió el rey oponerse, puesto que ese día de 1355 entraron los tres hombres a la Quinta das Lágrimas y degollaron a Inés de Castro. Los asesinos consiguen fugarse a España con la complicidad de Alfonso IV.
Al fallecer Alfonso en 1357, Coelho y Gonçalves son capturados y ajusticiados por el infante ya coronado rey Pedro I de Portugal. Diego López Pacheco logra escapar y más tarde se le perdonaría la vida. 
A Coelho le fue arrancado el corazón desde el pecho y a Gonçalves desde la espalda. Una respuesta famosa que dio Coelho antes de ser torturado fue; «Achá-lo-ás mais forte que o de um touro e mais leal do que o de um cavalo», «Me encontrarás más fuerte que un toro y más leal que un caballo».  
Escritores de tinte nacionalista como Manuel José da Costa Felgueiras Gaio, José Leite de Vasconcelos y Herberto Helder de Oliveira, presentan a Alfonso IV y a sus tres consejeros como heraldos de la soberanía lusitana, ante un inminente conflicto dinástico y la posible anexión de Portugal al antiguo Reino de Castilla.. 
La leyenda conocida aunque no constatada por la historia, cuenta que Inés fue coronada de manera póstuma en 1357. Relatan que el rey Pedro tomó su cadáver en descomposición avanzada y lo colocó en el trono, obligando a la corte y a todos los allí presentes a besarle la mano. Algunos historiadores atribuyen esta leyenda a la antigua costumbre portuguesa de besar la mano de los reyes difuntos.